# Notorious - L'amante perduta
Notorious - L'amante perduta (Notorious) è un film del 1946 diretto da Alfred Hitchcock.
Nel 2001 l'American Film Institute l'ha inserito al 38º posto nella lista dei 100 migliori thriller e horror di tutti i tempi, e nel 2002 l'ha inserito all'86º posto nella lista dei 100 migliori film sentimentali di tutti i tempi. Nel 2006 il film è stato scelto per la conservazione nel National Film Registry della Biblioteca del Congresso degli Stati Uniti.

## Trama

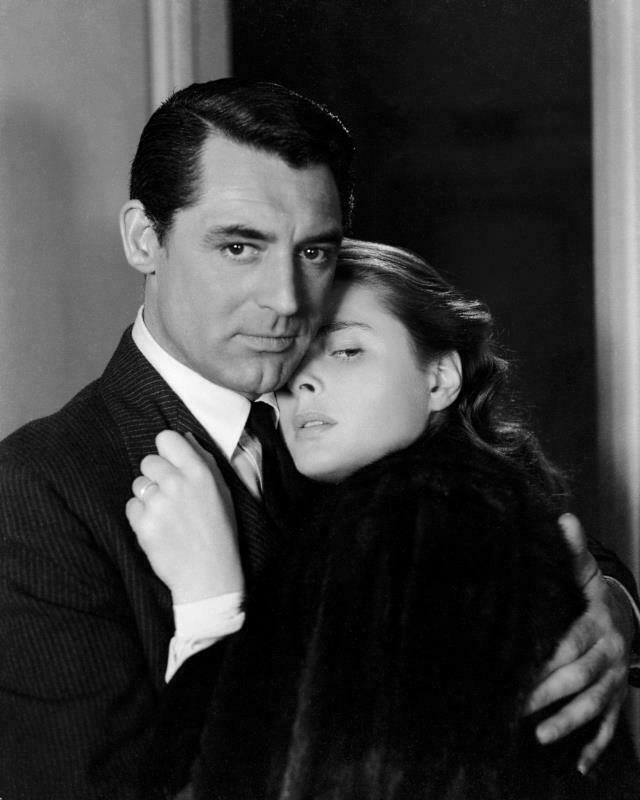
Cary Grant e Ingrid Bergman nella scena finale

Miami, Florida. Il 24 aprile 1946 alle ore 15:20 si conclude il processo contro la spia tedesca John Huberman: l'imputato è condannato a vent'anni di carcere. Un gruppo di giornalisti e di fotografi attende con impazienza di intervistare la figlia, Elena (Alicia nell'originale inglese), ma sono delusi perché lei se ne va senza rilasciare alcuna dichiarazione.
Tempo dopo, la donna ospita uno sconosciuto a un party e si mette a corteggiarlo in evidente stato di ubriachezza. Elena appare quindi una donna dissoluta, che si vanta dei suoi corteggiatori, incline a eccedere con l'alcol, e figlia di un traditore della patria, quindi presentata sotto una luce negativa per lo spettatore. Il mattino successivo l'uomo rivela la sua identità: si tratta dell'agente segreto T.R. Devlin e l'ha contattata per conto del Governo degli Stati Uniti, per chiederle di partecipare a una missione in Brasile, volta a smascherare un complotto filonazista. Elena, che nel frattempo si è innamorata dell'uomo ed è desiderosa di riscattare l'onore della sua famiglia, decide di accettare per patriottismo e parte con lui per Rio de Janeiro. Non si sente idonea all'incarico, ma è motivata principalmente dai suoi sentimenti; l'agente, invece, agisce in base ai suoi doveri di funzionario.
Durante il viaggio in aereo Elena riceve la notizia che il padre si è suicidato in carcere. A Rio le viene assegnato il compito di carpire informazioni al presunto capo dell'organizzazione nemica, un suo antico corteggiatore respinto, Alessio Sebastian, amico di suo padre. Tuttavia ben presto si trova in una posizione difficile perché Alessio, innamorato ancora di lei e finalmente convinto di poter essere ricambiato, le propone di sposarlo, sfidando inaspettatamente la madre, madame Anna Sebastian, diffidente e ostile ad Elena.
Devlin non si oppone al parere favorevole espresso dai suoi superiori sull'opportunità del matrimonio, ma soffre profondamente della situazione, reagendo in maniera amareggiata nei confronti di Elena. Questa, a sua volta delusa dalla freddezza dell'uomo che ama, si sacrifica per la missione e sposa Alessio, andando quindi a vivere nella sua villa, dove inizia a indagare. Tramite Devlin mantiene il contatto con i servizi segreti statunitensi per informarli sugli incontri che i nazisti tengono periodicamente in casa di Sebastian e sui loro movimenti.
Quando arriva alla certezza che la cantina nasconde un segreto, organizza un ricevimento per consentire a Devlin di indagare personalmente nella villa. L'agente scopre che alcune bottiglie custodite in cantina contengono uranio. Sebastian, esaurite le scorte di champagne, sorprende la moglie e Devlin nei pressi della cantina. Per deviare i sospetti, Devlin bacia appassionatamente Elena, fingendo di esserne l'amante. Ma, nonostante questa manovra diversiva, Alessio fiuta l'inganno: nota che la chiave della cantina gli è stata sottratta e che qualcuno vi si è introdotto e ha rotto una bottiglia.
Con la complicità della madre, Alessio ora ha la certezza che il suo amore per Elena non è stato mai ricambiato ed è stato circuito dalla donna solo per essere spiato, e così decide  di far sparire Elena senza che i suoi complici scoprano che ha fatto l'impudenza di sposare una spia americana, errore che certamente pagherebbe con la morte: un veleno mischiato al caffè servirà allo scopo, agendo lentamente e debilitandola fino alla morte. Colpita da frequenti malori e sempre più debole, Elena continua a recarsi coraggiosamente agli appuntamenti per fornire informazioni a Devlin, che, notando il peggioramento del suo stato di salute, lo attribuisce all'abuso di alcool. Tuttavia l'uomo non sopporta più il tormento che gli procura il ruolo che si è assunto e chiede di essere trasferito in Spagna. All'ultimo appuntamento Elena però non si presenta. Devlin è preoccupato e, dopo averne discusso con il suo capo, decide di recarsi personalmente nella casa di Sebastian.
Nella villa è in corso una delicata riunione: vistisi pedinati, alcuni membri del gruppo nazista iniziano a sospettare di Sebastian. Di soppiatto Devlin sale ai piani superiori e trova Elena in fin di vita. Le dichiara finalmente il suo amore e la trae in salvo, accompagnandola all'auto e mettendo alle strette il marito, indeciso tra il bloccare la fuga dei due amanti (in tal caso facendosi pertanto scoprire dai suoi complici), o il lasciar fuggire Elena. Il film si conclude con Devlin e Elena che s'allontanano in macchina, mentre Alessio si avvia verso casa, dove dovrà rendere conto dell'accaduto alle spie naziste che hanno assistito alla fuga della moglie, lasciando intendere allo spettatore che andrà presumibilmente verso un tragico destino.

## Produzione
Hitchcock il 15 settembre 1944 aveva cenato con William Dozier, un produttore della RKO, e gli aveva parlato del soggetto del suo nuovo film; Dozier si era dichiarato interessato. David O. Selznick vendette sceneggiatura, attori e regista alla RKO per ottocentomila dollari e il cinquanta per cento dei profitti.

### Soggetto
David O. Selznick, durante le riprese di Io ti salverò, aveva proposto a Hitchcock un racconto dal titolo The Song of the Dragon di John Taintor Foote. Era stato pubblicato, molti anni prima, nel 1921, in due puntate sul Saturday Evening Post, il 12 e il 19 novembre, e il produttore ne aveva comprato i diritti e l'aveva conservato a lungo nei suoi archivi.. Dal racconto era già stato tratto un precedente film, Convoy, diretto nel 1927 da Joseph C. Boyle e Lothar Mendes (quest'ultimo non accreditato).

### Titolo
Notorious è una parola inglese che contiene un'ambiguità di senso: significa noto, conosciuto, evidente, ma anche famigerato, malfamato. Il titolo del film fa riferimento al comportamento ritenuto generalmente immorale della protagonista.

### Sceneggiatura
Hitchcock utilizzò il racconto come punto di partenza, rielaborandolo in modo consistente. L'affiancò alla sceneggiatura Ben Hecht, collaboratore alla sceneggiatura anche nel precedente film Io ti salverò.

### Cast
Ingrid Bergman interpreta la protagonista femminile; fu una scelta fortemente voluta da Hitchcock in persona. L'attrice aveva appena interpretato il ruolo della dottoressa Peterson in Io ti salverò ed era dunque alla sua seconda collaborazione col regista britannico; con Hitchcock otterrà ancora un ruolo da protagonista interpretando Lady Henrietta nel film Il peccato di Lady Considine. «Molti notarono che raramente nella storia del cinema un'attrice era stata ripresa con tanta delicatezza e una tale adorazione».
Cary Grant interpreta il protagonista maschile, il poliziotto Devlin, anch'egli, dopo Il sospetto, al suo secondo ciak con Hitchcock, con cui lavorerà altre due volte nel decennio successivo: in Intrigo internazionale e Caccia al ladro. «La sua recitazione è perfettamente tesa sulla corda dell'ironia e il sottofondo mefistofelico della sua eleganza fa capolino nelle inquadrature che lo riprendono alle spalle».
Claude Rains interpreta il ruolo del cattivo tedesco Alessio Sebastian, perdutamente innamorato di Elena, dando al personaggio verosimiglianza, tenerezza e sincerità, tanto da apparire quasi "migliore" del suo rivale ufficiale Devlin, proprio come desiderava Hitchcock. Rains aveva già recitato con Ingrid Bergman in Casablanca.
Leopoldine Konstantin interpreta il ruolo della anziana madre di Alessio, che le fu affidato da Hitchcock in virtù del suo status di importante attrice teatrale, essendo nota soprattutto per avere lavorato nel 1911-1912 con il Deutsches Theater di Max Reinhardt, ma ancora sconosciuta negli ambienti cinematografici. Questa sarà la sua unica interpretazione in un film statunitense, ma rimarrà assolutamente memorabile, grazie anche alla maestria del regista: il ritratto di madre tirannica, acuta e possessiva che l'attrice incarna è di grande forza e incisività.

### Riprese
Le riprese durarono dall'ottobre del 1945 al febbraio del 1946.

## Distribuzione
Presentato in concorso al Festival di Cannes 1946, la prima si ebbe il 6 settembre 1946.

## Accoglienza
Il successo di pubblico e di critica fu grandissimo; il numero delle sale in cui era proiettato dovette essere raddoppiato.

### Botteghino
Il costo originario era stato di due milioni di dollari: l'utile netto fu di otto milioni di dollari.

### Critica
Il film è diventato un cult movie. Tra i vari estimatori, François Truffaut dichiara che è il film che preferisce, almeno fra quelli in bianco e nero del maestro, e lo definisce «la quintessenza di Hitchcock». «Contiene poche scene ed è di una purezza magnifica; è un modello di come dovrebbe essere costruita una sceneggiatura. In questo film Hitchcock è riuscito a ottenere il massimo degli effetti col minimo di elementi». Noël Simsolo afferma: «Notorius è uno dei più bei film della storia del cinema. Hitchcock ha 47 anni e ha girato 32 film. La sua maturità permette a questo film di essere un diamante di una purezza inalterabile». Éric Rohmer e Claude Chabrol dichiararono: «Quando uscì in Francia, questo splendido film - uno dei più belli di Hitchcock - trovò diversi critici disposti a giudicare il soggetto banale o nauseante. Ma già il loro modo di riassumere l'intreccio dimostrava che non l'avevano capito».

## MacGuffin
Hitchcock stesso racconta a Truffaut che insieme a Ben Hecht era alla ricerca del MacGuffin e come, dopo diverse ipotesi, avesse optato per la soluzione più semplice: un campione di uranio nascosto in una bottiglia di vino. L'idea dell'uranio creò qualche problema con i servizi segreti, perché proprio in quel periodo l'America stava preparando la bomba atomica. Benché la pellicola fosse uscita nelle sale nel 1946, il soggetto, in cui si fa riferimento all'uranio per costruire la bomba atomica, era infatti stato scritto un anno prima che fosse sganciata la bomba su Hiroshima.

## Tecnica cinematografica

### L'illuminazione
«In questo film fatto di primi piani, la materia mirabilmente esaltata dall'illuminazione di Ted Tetzlaff (volti, metallo, vetro, gioielli, tappeti e pavimenti a piastrelle) brilla d'uno splendore ora gelido, ora incandescente».

### Temi
Notorius è stato definito "film di spionaggio", mélo, persino "commedia sofisticata". Michael Renov lo definisce romance thriller.
È l'ultimo film antinazista di Hitchcock, che conclude la serie di film di impegno politico, Il prigioniero di Amsterdam, Sabotatori, Prigionieri dell'oceano, e i due documentari Bon Voyage e Aventure malgache girati dal regista durante la seconda guerra mondiale.

#### Il conflitto fra amore e dovere
È una storia sul conflitto tra amore e dovere, fra morale individuale e bene collettivo, cioè su ciò che è immorale per il singolo, ma che non sarebbe più tale se fatto per il bene supremo della collettività cui questo appartiene. Ma è soprattutto una storia d'amore, una donna divisa fra due uomini, uno di cui è innamorata, ma che è incapace di avere fiducia in lei, l'altro che l'ama teneramente, ma che lei è costretta a tradire doppiamente, sia come moglie che come spia.

#### Il complesso edipico
Sottotraccia, ma presente, c'è anche il tema del conflitto edipico, proprio della cinematografia matura del regista: la madre di Alessio è una figura imperiosa e inibente, di cui il figlio lamenta le interferenze nella vita amorosa, salvo poi rendersi conto che la genitrice, nel caso di Elena, aveva ragione a non fidarsi.

#### Il bere
Il bere è un motivo ricorrente del film: drink alcolici, doppi whisky, cocktail di frutta, la bottiglia di champagne che Devlin dimentica sulla scrivania del capo, tazze di caffè avvelenate, finte bottiglie di vino d'annata che contengono uranio, champagne che pericolosamente cala durante il ricevimento. Elena appare all'inizio del film ubriaca, Devlin non crede che sia capace di cambiar vita e ancora, verso la fine, scambia i sintomi dell'avvelenamento per effetti dell'alcol: continuamente l'accompagna l'ombra della depravazione.

### Sequenze celebri
Tre scene sono i cardini del film:

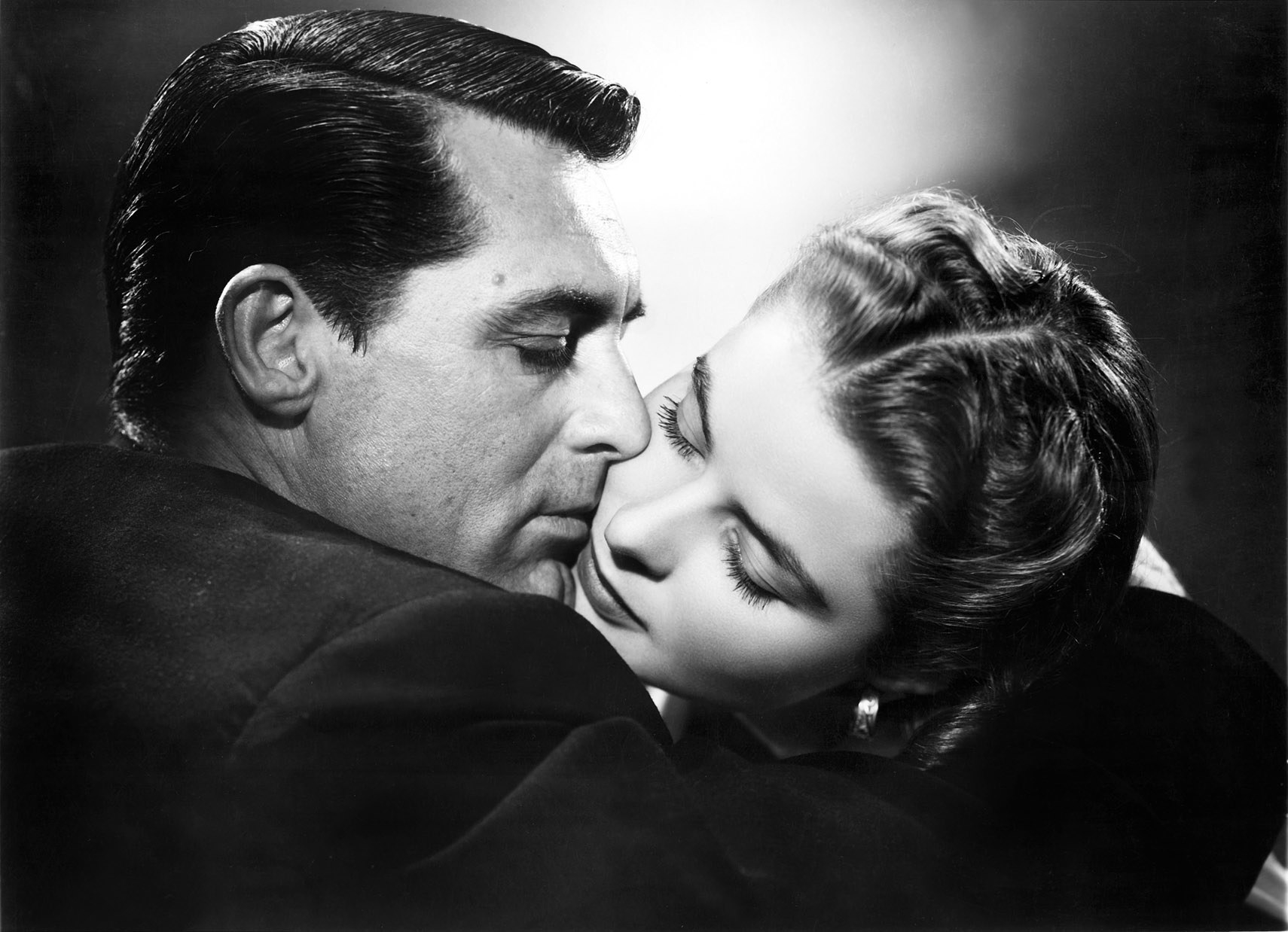
La scena del lungo bacio fra i due protagonisti

- La sequenza del bacio. Nella prima parte del film, la scena sul balcone della casa di Rio de Janeiro, della durata di tre minuti, è diventata famosa per il bacio più lungo nella storia del cinema fino a quel momento, entrando così nel Guinness dei primati. Per aggirare le limitazioni imposte da Hollywood sui baci prolungati, Hitchcock ricorre a una successione di piccoli baci: Grant e Bergman alternano i baci alla preparazione della cena romantica e alla telefonata di Devlin al suo superiore.
- La sequenza del ricevimento. Caratterizzata da una grande suspense, con un piano totale della sala ripreso dalla cima di un'altissima gru, seguito da una celebre carrellata che parte dalla sommità delle scale e si conclude con il dettaglio della chiave che Elena tiene nella mano e scambierà nella mano di Devlin. «Il lungo e lento travelling ci mostra il cammino che dovranno compiere i protagonisti per ritrovare l'intimità della scena iniziale» (Noel Simsolo). La scena prosegue con il montaggio alternato di Elena che guarda preoccupata le bottiglie di champagne che si stanno esaurendo, il marito e il cameriere che stanno decidendo di scendere in cantina per una nuova provvista e Devlin che, nascosto nella cantina, sta cercando di scoprire il segreto delle spie. Culmina con il bacio che dovrebbe sviare i sospetti del marito «Devlin fingerà di stringere Elena in un abbraccio falsamente ingannatore, mentre il loro abbraccio simulato sarà un bacio autentico» (Rohmer-Chabrol)
- La sequenza finale. «Finale abbagliante ma conciso, sereno ma disperato, uno dei più «pietrificati» e rigorosi dell'intera storia del cinema» (Bruzzone-Caprara). Devlin irrompe in casa Sebastian, uomo sbucato dall'ombra come un fantasma del Bene (anche nella prima inquadratura appariva di schiena e in controluce come un'ombra misteriosa): trascina Elena fuori dalla prigione per distruggere tutto ciò che l'incatena e finalmente si arrende alla forza dell'amore. Sebastian al contrario non potrà fuggire da quell'incubo. «Questo film costruito sulle tenebre e la luce, l'immobilità e il movimento, si chiude sul primo piano di una vettura che parte portando via Elena e Devlin e di una porta che si richiude su Sebastian».[12]

### Errori
Nel doppiaggio italiano, durante la festa che Elena dà all'inizio del film, lei dice a Devlin che è il caso di uscire perché in casa c'è "aria metifica" invece che "aria mefitica".

## Riconoscimenti
- Premi Oscar 1947:
  - Candidatura per il Miglior attore non protagonista a Claude Rains
  - Candidatura per la Migliore sceneggiatura non originale a Ben Hecht
- 1946 - Festival di Cannes
  - In competizione per la Palma d'oro